# Dulle Griet
Dulle Griet eller Galna Greta är en oljemålning av den flamländske renässanskonstnären Pieter Bruegel den äldre. Den är daterad 1563, signerad BRVEGEL och sedan 1931 utställd på Museum Mayer van den Bergh i Antwerpen. 
Bruegel började att måla relativt sent i livet och var då framförallt inspirerad av Hieronymus Bosch och dennes myllrande, kaotiska och symboltyngda bilder. Bruegels bildvärld var vanligtvis något mer måttfull och harmonisk än Boschs. Tre tydliga undantag finns dock, där Bruegel är förvillande lik den säregna Bosch, nämligen De upproriska änglarnas fall, Dödens triumf (båda 1562) och Dulle Griet.
Dulle Griet, på svenska ungefär Galna Greta, är en mytologisk kvinnogestalt i flamländsk folklore. Hon har även fått ge namn åt en 340 kilo tung kanon som tillverkades till kejsar Maximilian I på tidigt 1400-tal och idag förvaras i Gent. I Bruegels målning leder den hämndlystna och svärdsbeväpnade Dulle Griet en armé av kvinnor till helvetets portar. På sin väg möter hon Bosch-liknande djävlar. Konstnären anses ofta ha velat förmedla moraliska och politiska budskap med sin konst. Här är det troligen krigets vansinne som Bruegel skildrar i form av en allegorisk kvinnogestalt. Målningens tillkomst sammanfaller med religiöst och politiskt oroliga tider då allt fler ifrågasatte såväl den katolska kyrkan som spanjorernas styre över Nederländerna. Bara ett par år senare stormade kalvinisterna katolska kyrkor i så kallade bildstormar och 1568 bröt de nederländska frihetskriget ut.
Målningen omnämns 1604 av Bruegels första biograf, Karel van Mander den äldre. Den ingick senare i kejsar Rudolf II:s konstkammare i Prag. I samband med Pragrovet 1648 togs den av svenska trupper och hamnade så småningom i drottning Kristinas ägo. Den såldes på Hammers auktioner i Köln 1893 till den belgiske samlaren Fritz Mayer van den Bergh(en) vars samling utgör grunden för det museum där den idag är utställd.